# Cissus sumatrana
Cissus sumatrana là một loài thực vật hai lá mầm trong họ Nho. Loài này được Latiff mô tả khoa học đầu tiên năm 2001.